# تله‌ست
تله‌ست (انگلیسی: Télésat) شرکت مخابرات بلژیکی است، که در سال ۲۰۰۹ تأسیس شد.